# Садлер (Техас)
Садлер (англ. Sadler) — місто (англ. city) в США, в окрузі Грейсон штату Техас. Населення — 336 осіб (2020).

## Географія
Садлер розташований за координатами 33°40′53″ пн. ш. 96°50′56″ зх. д. / 33.68139° пн. ш. 96.84889° зх. д. (33.681450, -96.848922).  За даними Бюро перепису населення США в 2010 році місто мало площу 1,85 км², уся площа — суходіл. В 2017 році площа становила 2,02 км², уся площа — суходіл.

## Демографія
Згідно з переписом 2010 року, у місті мешкали 343 особи в 142 домогосподарствах у складі 90 родин. Густота населення становила 185 осіб/км².  Було 168 помешкань (91/км²).
Расовий склад населення:
| - 95,6 % — білих - 3,2 % — осіб інших рас |

До двох чи більше рас належало 1,2 %. Частка іспаномовних становила 5,0 % від усіх жителів.
За віковим діапазоном населення розподілялося таким чином: 25,7 % — особи молодші 18 років, 58,3 % — особи у віці 18—64 років, 16,0 % — особи у віці 65 років та старші. Медіана віку мешканця становила 40,3 року. На 100 осіб жіночої статі у місті припадало 107,9 чоловіків;  на 100 жінок у віці від 18 років та старших — 88,9 чоловіків також старших 18 років.
Середній дохід на одне домашнє господарство  становив 55 437 доларів США (медіана — 41 000), а середній дохід на одну сім'ю — 58 658 доларів (медіана — 48 500). За межею бідності перебувало 6,3 % осіб, у тому числі 6,3 % дітей у віці до 18 років та 3,6 % осіб у віці 65 років та старших.
Цивільне працевлаштоване населення становило 165 осіб. Основні галузі зайнятості: виробництво — 25,5 %, роздрібна торгівля — 17,6 %, фінанси, страхування та нерухомість — 12,7 %, мистецтво, розваги та відпочинок — 12,1 %.